# Liste des codes IATA des aéroports/U
Liste des codes IATA des aéroports internationaux.
Le code de deux lettres qui suit la ville est la subdivision du pays (région, État…) selon la norme ISO 3166-2.
- A
- B
- C
- D
- E
- F
- G
- H
- I
- J
- K
- L
- M
- N
- O
- P
- Q
- R
- S
- T
- U
- V
- W
- X
- Y
- Z

- Haut – UA
- UB
- UC
- UD
- UE
- UF
- UG
- UH
- UI
- UJ
- UK
- UL
- UM
- UN
- UO
- UP
- UQ
- UR
- US
- UT
- UU
- UV
- UW
- UX
- UY
- UZ

## UA
| AITA | OACI | Aéroport                            | Lieu                                 |
| ---- | ---- | ----------------------------------- | ------------------------------------ |
| UAB  | LTAG | Incirlik Air Base                   | Adana, Turquie                       |
| UAC  |      | Aérodrome de San Luis Río Colorado  | San Luis Río Colorado, Mexique       |
| UAE  |      | Aérodrome de Mount Aue              | Mount Aue, Papouasie-Nouvelle-Guinée |
| UAH  | NTMU | Aérodrome de Ua Huka                | Hane, Polynésie française, France    |
| UAI  | WPDB | Aérodrome de Suai                   | Suai, Timor oriental                 |
| UAK  | BGBW | Aéroport de Narsarsuaq              | Narsarsuaq, Groenland, Danemark      |
| UAL  | FNUA | Aéroport de Luau (en)               | Luau, Angola                         |
| UAM  | PGUA | Andersen Air Force Base             | Guam, États-Unis                     |
| UAP  | NTMP | Aérodrome de Ua Pou                 | Hakahau, Polynésie française, France |
| UAQ  | SANU | Aéroport Domingo Faustino Sarmiento | San Juan, Argentine                  |
| UAR  | GMFB | Aéroport de Bouarfa                 | Bouarfa, Maroc                       |
| UAS  | HKSB | Aéroport de Samburu (en)            | Samburu, Kenya                       |
| UAX  |      | Aéroport d'Uaxactun (en)            | Uaxactun, Guatemala                  |

## UB
| AITA | OACI | Aéroport                                   | Lieu                                        |
| ---- | ---- | ------------------------------------------ | ------------------------------------------- |
| UBA  | SBUR | Aéroport d'Uberaba                         | Uberaba, Minas Gerais, Brésil               |
| UBB  | YMAA | Aérodrome de l'Île Mabuiag                 | Île Mabuiag, Australie                      |
| UBI  |      | Aérodrome de Buin (en)                     | Buin, Papouasie-Nouvelle-Guinée             |
| UBJ  | RJDC | Aéroport de Yamaguchi Ube (en)             | Ube, Japon                                  |
| UBN  | ZMCK | Aéroport international d'Oulan-Bator       | Oulan-Bator, Mongolie                       |
| UBP  | VTUU | Aéroport d'Ubon Ratchathani                | Province d'Ubon Ratchathani, Thaïlande      |
| UBR  | WAJU | Aéroport d'Ubrub                           | Ubrub, Indonésie                            |
| UBS  | KUBS | Aéroport de Columbus-Comté de Lowndes (en) | Columbus, Mississippi, États-Unis           |
| UBT  | SDUB | Aéroport d'Ubatuba                         | Ubatuba, Brésil                             |
| UBU  | YKAL | Aéroport de Kalumburu                      | Kalumburu, Australie-Occidentale, Australie |

## UC
| AITA | OACI | Aéroport                         | Lieu                                 |
| ---- | ---- | -------------------------------- | ------------------------------------ |
| UCB  | ZBUC | Aérodrome d'Ulanqab Jining (en)  | Ulaan Chab, Chine                    |
| UCC  | KUCC | Aérodrome de Yucca (en)          | Mercury, Nevada, États-Unis          |
| UCE  |      | Aérodrome d'Eunice               | Eunice, Louisiane, États-Unis        |
| UCK  | UKLC | Aéroport de Loutsk (en)          | Loutsk, Ukraine                      |
| UCN  | GLBU | Aéroport de Buchanan (en)        | Buchanan, Liberia                    |
| UCT  | UUYH | Aéroport d'Oukhta (en)           | Oukhta, République des Komis, Russie |
| UCY  | KUCY | Aérodrome d'Everett–Stewart (en) | Union City, Tennessee, États-Unis    |

## UD
| AITA | OACI | Aéroport                           | Lieu                                 |
| ---- | ---- | ---------------------------------- | ------------------------------------ |
| UDA  |      | Aérodrome d'Undara (en)            | Undara, Queensland, Australie        |
| UDD  | KUDD | Aérodrome de Bermuda Dunes (en)    | Palm Springs, Californie, États-Unis |
| UDE  | EHVK | Base aérienne Volkel-Uden          | Uden, Pays-Bas                       |
| UDI  | SBUL | Aéroport d'Uberlândia              | Uberlândia, Minas Gerais, Brésil     |
| UDJ  | UKLU | Aéroport d'Oujhorod                | Oujhorod, Ukraine                    |
| UDN  | LIPD | Aéroport d'Udine-Campoformido (it) | Udine, Italie                        |
| UDR  | VAUD | Aéroport de Maharana Pratap        | Udaipur, Inde                        |

## UE
| AITA | OACI | Aéroport                            | Lieu                            |
| ---- | ---- | ----------------------------------- | ------------------------------- |
| UEE  | YQNS | Aéroport de Queenstown (en)         | Queenstown, Tasmanie, Australie |
| UEL  | FQQL | Aérodrome de Quélimane              | Quélimane, Mozambique           |
| UEN  | USDU | Aéroport d'Urengoy                  | Urengoy, Iamalie, Russie        |
| UEO  | ROKJ | Aéroport de l'île de Kume           | Kumejima, Japon                 |
| UES  | KUES | Aérodrome du comté de Waukesha (en) | Waukesha, Wisconsin, États-Unis |
| UET  | OPQT | Aéroport international de Quetta    | Quetta, Pakistan                |

## UF
| AITA | OACI | Aéroport                      | Lieu         |
| ---- | ---- | ----------------------------- | ------------ |
| UFA  | UWUU | Aéroport international d'Oufa | Oufa, Russie |

## UG
| AITA | OACI | Aéroport                           | Lieu                            |
| ---- | ---- | ---------------------------------- | ------------------------------- |
| UGA  | ZMBN | Aéroport de Bulgan (en)            | Ourguentch, Mongolie            |
| UGB  |      | Aéroport d'Ugashik Bay (en)        | Pilot Point, Alaska, États-Unis |
| UGC  | UTNU | Aéroport d'Ourguentch              | Bulgan, Ouzbékistan             |
| UGI  |      | Hydroaéroport de San Juan (en)     | Uganik, Alaska, États-Unis      |
| UGL  | SCGC | Union Glacier Blue-Ice Runway (en) | Union Glacier Camp, Antarctique |
| UGN  | KUGN | Aérodrome de Waukegan (en)         | Waukegan, Illinois, États-Unis  |
| UGO  | FNUG | Aéroport de Uíge (en)              | Uíge, Angola                    |
| UGS  |      | Aérodrome d'Ugashik Airport (en)   | Ugashik, Alaska, États-Unis     |
| UGT  | ZMBR | Aéroport de Bulagtai               | Bulagtai, Mongolie              |
| UGU  |      | Aéroport de Bilogai                | Bilogai, Indonésie              |

## UH
| AITA | OACI | Aéroport                  | Lieu                                 |
| ---- | ---- | ------------------------- | ------------------------------------ |
| UHE  | LKKU | Aéroport de Kunovice (en) | Uherské Hradiště, République tchèque |

## UI
| AITA | OACI | Aéroport                              | Lieu                                        |
| ---- | ---- | ------------------------------------- | ------------------------------------------- |
| UIB  | SKUI | Aérodrome d'El Caraño Airport (en)    | Quibdó, Colombie                            |
| UIH  | VVPC | Aéroport de Phù Cát                   | Quy Nhơn, Viêt Nam                          |
| UII  | MHUT | Aéroport d'Útila (en)                 | Útila, Honduras                             |
| UIK  | UIBS | Aéroport d'Oust-Ilimsk (en)           | Oust-Ilimsk, Oblast d'Irkoutsk, Russie      |
| UIL  | KUIL | Aérodrome de Quillayute (en)          | Forks, Washington, États-Unis               |
| UIN  | KUIN | Aérodrome de Quincy (en)              | Quincy, Illinois, États-Unis                |
| UIO  | SEQM | Aéroport international Mariscal Sucre | Quito, Équateur                             |
| UIP  | LFRQ | Aéroport de Quimper-Bretagne          | Quimper, France                             |
| UIQ  | NVVQ | Quoin Hill Airfield (en)              | Quoin Hill, Vanuatu                         |
| UIR  | YQDI | Aérodrome de Quirindi (en)            | Quirindi, Nouvelle-Galles du Sud, Australie |
| UIT  |      | Aérodrome de Jaluit (en)              | Jaluit, Îles Marshall                       |

## UJ
| AITA | OACI | Aéroport              | Lieu                |
| ---- | ---- | --------------------- | ------------------- |
| UJE  |      | Aérodrome d'Ujae (en) | Ujae, Îles Marshall |
| UJN  | RKTL | Aéroport d'Uljin (en) | Uljin, Corée du Sud |
| UJU  | ZKUJ | Aéroport de Uiju      | Uiju, Corée du Nord |

## UK
| AITA | OACI | Aéroport                             | Lieu                                 |
| ---- | ---- | ------------------------------------ | ------------------------------------ |
| UKA  | HKUK | Aéroport d'Ukunda (en)               | Ukunda, Kenya                        |
| UKB  | RJBE | Aéroport de Kobe                     | Kobe, Japon                          |
| UKG  | UEBT | Aéroport d'Utkela (en)               | Bhawanipatna, Inde                   |
| UKH  | OOMK | Aéroport de Mukhaizna (en)           | Mukhaizna, Oman                      |
| UKI  | KUKI | Aérodrome d'Ukiah (en)               | Ukiah, Californie, États-Unis        |
| UKK  | UASK | Aéroport d'Öskemen                   | Öskemen, Kazakhstan                  |
| UKN  |      | Aérodrome de Waukon                  | Waukon, Iowa, États-Unis             |
| UKR  | OYMK | Aérodrome de Mukeiras (en)           | Mukayras, Yémen                      |
| UKS  | UKFB | Aéroport international de Sébastopol | Sébastopol, Russie                   |
| UKT  | KUKT | Aérodrome de Quakertown (en)         | Quakertown, Pennsylvanie, États-Unis |
| UKU  |      | Aérodrome de Nuku                    | Nuku, Papouasie-Nouvelle-Guinée      |
| UKX  | UITT | Aéroport d'Oust-Kout (en)            | Oust-Kout, Oblast d'Irkoutsk, Russie |

## UL
| AITA | OACI | Aéroport                                           | Lieu                                    |
| ---- | ---- | -------------------------------------------------- | --------------------------------------- |
| ULA  | SAWJ | Aéroport Capitaine José Daniel Vazquez (en)        | Puerto San Julián, Argentine            |
| ULB  | NVSU | Aéroport d'Ulei (en)                               | Ulei, Vanuatu                           |
| ULD  | FAUL | Aérodrome d'Ulundi                                 | Ulundi, Afrique du Sud                  |
| ULE  |      | Aérodrome de Sule                                  | Sule, Papouasie-Nouvelle-Guinée         |
| ULG  | ZMUL | Aérodrome d'Ölgii                                  | Ölgii, Mongolie                         |
| ULH  | OEAO | Aéroport d'Al-'Ula (Aéroport Majeed Bin Abdulaziz) | Al-'Ula, Arabie Saoudite                |
| ULI  |      | Aérodrome d'Ulithi (en)                            | Ulithi, États fédérés de Micronésie     |
| ULK  | UERL | Aéroport de Lensk (en)                             | Lensk, République de Sakha, Russie      |
| ULL  |      | Aérodrome de Glenforsa                             | Île de Mull, Écosse, Royaume-Uni        |
| ULM  | KULM | Aérodrome de New Ulm (en)                          | New Ulm, Minnesota, États-Unis          |
| ULN  | ZMUB | Aéroport international Gengis Khan                 | Oulan-Bator, Mongolie                   |
| ULO  | ZMUG | Aéroport d'Ulaangom Airport (en)                   | Ulaangom, Mongolie                      |
| ULP  | YQLP | Aéroport de Quilpie (en)                           | Quilpie, Queensland, Australie          |
| ULQ  | SKUL | Aéroport Heriberto Gíl Martínez (en)               | Tuluá, Colombie                         |
| ULS  |      | Aéroport de Mulatos                                | Mulatos, Colombie                       |
| ULU  | HUGU | Aérodrome de Gulu                                  | Gulu, Ouganda                           |
| ULV  | UWLL | Aérodrome Baratayevka d'Oulianovsk (en)            | Oulianovsk, Oblast d'Oulianovsk, Russie |
| ULX  |      | Aérodrome d'Ulusaba                                | Ulusaba, Afrique du Sud                 |
| ULY  | UWLW | Aérodrome Vostochny d'Oulianovsk (en)              | Oulianovsk, Oblast d'Oulianovsk, Russie |
| ULZ  | ZMDN | Aéroport de Donoi (en)                             | Uliastay, Mongolie                      |

## UM
| AITA | OACI | Aéroport                           | Lieu                                      |
| ---- | ---- | ---------------------------------- | ----------------------------------------- |
| UMA  | MUMA | Aéroport de Punta de Maisí (en)    | Maisí, Cuba                               |
| UMC  |      | Aérodrome d'Umba                   | Umba, Papouasie-Nouvelle-Guinée           |
| UME  | ESNU | Aéroport d'Umeå                    | Umeå, Suède                               |
| UMI  | SPIL | Aéroport de Quince Mil (en)        | Quince Mil, Pérou                         |
| UMM  | PAST | Aérodrome de Summit (en)           | Summit, Alaska, États-Unis                |
| UMR  | YPWR | Aérodrome de Woomera (en)          | Woomera, Australie-Méridionale, Australie |
| UMS  | UEMU | Aérodrome d'Oust-Maïa (en)         | Oust-Maïa, République de Sakha, Russie    |
| UMT  | PAUM | Aérodrome d'Umiat (en)             | Umiat, Alaska, États-Unis                 |
| UMU  | SSUM | Aérodrome Orlando De Carvalho (en) | Umuarama, Paraná, Brésil                  |
| UMY  | UKHS | Aéroport de Soumy (en)             | Soumy, Ukraine                            |
| UMZ  | KMEZ | Aérodrome de Mena (en)             | Mena, Arkansas, États-Unis                |

## UN
| AITA | OACI | Aéroport                         | Lieu                                   |
| ---- | ---- | -------------------------------- | -------------------------------------- |
| UNA  | SBTC | Aéroport d'Una-Comandatuba (en)  | Una, Bahia, Brésil                     |
| UNC  |      | Aéroport d'Unguía                | Unguía, Colombie                       |
| UND  | OAUZ | Aéroport de Kunduz               | Kondôz, Afghanistan                    |
| UNE  | FXQN | Aéroport de Qacha's Nek (en)     | Qacha's Nek, Lesotho                   |
| UNG  | AYKI | Aérodrome de Kiunga (en)         | Kiunga, Papouasie-Nouvelle-Guinée      |
| UNI  | TVSU | Aérodrome d'Union Island         | Union, Saint-Vincent-et-les-Grenadines |
| UNK  | PAUN | Aérodrome d'Unalakleet (en)      | Unalakleet, Alaska, États-Unis         |
| UNN  | VTSR | Aérodrome de Ranong (en)         | Ranong, Thaïlande                      |
| UNR  |      | Aéroport d'Öndörkhaan            | Öndörkhaan, Mongolie                   |
| UNT  | EGPW | Aéroport d'Unst / Baltasound     | Unst, Écosse, Royaume-Uni              |
| UNU  | KUNU | Aérodrome du comté de Dodge (en) | Juneau, Wisconsin, États-Unis          |

## UO
| AITA | OACI | Aéroport                                | Lieu                                 |
| ---- | ---- | --------------------------------------- | ------------------------------------ |
| UOA  |      | Aérodrome de Moruroa                    | Moruroa, Polynésie française, France |
| UOL  | WAMY | Aéroport de Pogogul (en)                | Buol, Indonésie                      |
| UOS  | KUOS | Aérodrome du comté de Franklin (en)     | Sewanee, Tennessee, États-Unis       |
| UOX  | KUOX | Aérodrome de l'université d'Oxford (en) | Oxford, Mississippi, États-Unis      |

## UP
| AITA | OACI | Aéroport                                 | Lieu                              |
| ---- | ---- | ---------------------------------------- | --------------------------------- |
| UPB  | MUPB | Aéroport de Playa Baracoa (en)           | La Havane, Cuba                   |
| UPG  | WAAA | Aéroport international Sultan-Hasanuddin | Makassar, Indonésie               |
| UPL  | MRUP | Aéroport d'Upala (en)                    | Upala, Costa Rica                 |
| UPN  | MMPN | Aéroport international d'Uruapan         | Uruapan, Mexique                  |
| UPP  | PHUP | Aérodrome d'Upolu (en)                   | Hawi, Hawaï, États-Unis           |
| UPR  |      | Aérodrome d'Upiara                       | Upiara, Papouasie-Nouvelle-Guinée |
| UPV  | EGDJ | RAF Upavon (en)                          | Upavon, Angleterre, États-Unis    |

## UQ
| AITA | OACI | Aéroport | Lieu |
| ---- | ---- | -------- | ---- |

## UR
| AITA | OACI | Aéroport                               | Lieu                                  |
| ---- | ---- | -------------------------------------- | ------------------------------------- |
| URA  | UARR | Aéroport Ak Zhol d'Oural               | Oural, Kazakhstan                     |
| URB  | SBUP | Aéroport d'Urubupunga                  | Castilho, São Paulo, Brésil           |
| URC  | ZWWW | Aéroport international d'Ürümqi Diwopu | Ürümqi, Chine                         |
| URD  | EDQE | Aéroport du Chateau de Feuerstein      | Ebermannstadt, Bavière, Allemagne     |
| URE  | EEKE | Aéroport de Kuressaare                 | Kuressaare, Estonie                   |
| URG  | SBUG | Aéroport international Rubem Berta     | Uruguaiana, Rio Grande do Sul, Brésil |
| URI  | SKUB | Aéroport de La Uribe                   | La Uribe, Colombie                    |
| URJ  | USHU | Aérodrome d'Ouraï                      | Ouraï, Russie                         |
| URM  | SVUM | Aéroport d'Uriman                      | Uriman, Venezuela                     |
| URN  |      | Aéroport d'Urgoon                      | Urgoon, Afghanistan                   |
| URO  | LFOP | Aéroport Rouen Vallée de Seine         | Rouen, France                         |
| URR  | SKUR | Aéroport d'Urrao                       | Urrao, Colombie                       |
| URS  | UUOK | Aéroport de Koursk-Vostochny           | Koursk, Russie                        |
| URT  | VTSB | Aéroport de Surat Thani                | Surat Thani, Thaïlande                |
| URU  |      | Aérodrome d'Uroubi                     | Uroubi, Papouasie-Nouvelle-Guinée     |
| URY  | OEGT | Aéroport domestique de Gurayat         | Al Qurayyat, Arabie saoudite          |
| URZ  |      | Aéroport d'Uruzgan                     | Khas Uruzgan, Afghanistan             |

## US
| AITA | OACI | Aéroport                            | Lieu                                           |
| ---- | ---- | ----------------------------------- | ---------------------------------------------- |
| USA  | KJQF | Aérodrome de Concord-Padgett (en)   | Concord, Caroline du Nord, États-Unis          |
| USC  | ---  | Aérodrome du comté d'Union (en)     | Union, Caroline du Sud, États-Unis             |
| USH  | SAWH | Aéroport international d'Ushuaïa    | Ushuaïa, Argentine                             |
| USI  | SYMB | Aéroport de Mabaruma (en)           | Mabaruma, Guyana                               |
| USJ  | UUAL | Aérodrome d'Oucharal                | Oucharal, Kazakhstan                           |
| USK  | UUYS | Aéroport d'Oussinsk (en)            | Oussinsk, République des Komis, Russie         |
| USL  |      | Aérodrome d'Useless Loop            | Useless Loop, Australie-Occidentale, Australie |
| USM  | VTSM | Aéroport international de Ko Samui  | Ko Samui, Thaïlande                            |
| USN  | RKPU | Aéroport d'Ulsan                    | Ulsan, Corée du Sud                            |
| USO  |      | Aérodrome d'Usino                   | Usino, Papouasie-Nouvelle-Guinée               |
| USQ  | LTBO | Aérodrome d'Uşak (en)               | Uşak, Turquie                                  |
| USR  | UEMT | Aéroport d'Oust-Nera (en)           | Oust-Nera, République de Sakha, Russie         |
| USS  | MUSS | Aéroport de Sancti Spíritus (en)    | Sancti Spíritus, Cuba                          |
| UST  | KSGJ | Aérodrome du nord-est de la Floride | Saint Augustine, Floride, États-Unis           |
| USU  | RPVV | Aéroport Francisco B. Reyes         | Busuanga, Philippines                          |

## UT
| AITA | OACI | Aéroport                            | Lieu                                         |
| ---- | ---- | ----------------------------------- | -------------------------------------------- |
| UTA  | FVMU | Aéroport de Mutare (en)             | Mutare, Zimbabwe                             |
| UTB  | YMTB | Aérodrome de Muttaburra (en)        | Muttaburra, Queensland, Australie            |
| UTC  | EHSB | Soesterberg Air Base                | Utrecht, Pays-Bas                            |
| UTD  |      | Aérodrome de Nutwood Downs          | Nutwood Downs, Territoire du Nord, Australie |
| UTG  | FXQG | Aéroport de Quthing (en)            | Quthing, Lesotho                             |
| UTH  | VTSD | Aéroport international d'Udon Thani | Udon Thani, Thaïlande                        |
| UTI  | EFUT | Base aérienne d'Utti (en)           | Utti, Finlande                               |
| UTK  |      | Aéroport d'Utirik (en)              | Utirik, Îles Marshall                        |
| UTM  | KUTA | Aérodrome de Tunica (en)            | Tunica, Mississippi, États-Unis              |
| UTN  | FAUP | Aéroport d'Upington                 | Upington, Afrique du Sud                     |
| UTO  | PAIM | Aérodrome d'Indian Mountain (en)    | Utopia Creek, Alaska, États-Unis             |
| UTP  | VTBU | Aéroport de Pattaya-U-Tapao         | Pattaya, Thaïlande                           |
| UTS  | UUYX | Aérodrome d'Oust-Tsilma (en)        | Oust-Tsilma, République des Komis, Russie    |
| UTT  | FAUT | Aéroport de Mthatha                 | Mthatha, Afrique du Sud                      |
| UTU  |      | Aéroport d'Ustupo (en)              | Ustupo, Panama                               |
| UTW  | FAQT | Aéroport de Queenstown              | Queenstown, Afrique du Sud                   |

## UU
| AITA | OACI | Aéroport                      | Lieu                              |
| ---- | ---- | ----------------------------- | --------------------------------- |
| UUA  | UWKB | Aérodrome de Bougoulma        | Bougoulma, Russie                 |
| UUD  | UIUU | Aéroport international Baïkal | Oulan-Oude, Russie                |
| UUK  | PAKU | Aérodrome d'Ugnu-Kuparuk (en) | Kuparuk, Alaska, États-Unis       |
| UUN  | ZMBU | Aéroport de Baruun-Urt        | Baruun-Urt, Mongolie              |
| UUS  | UHSS | Aéroport d'Ioujno-Sakhalinsk  | Ioujno-Sakhalinsk, Russie         |
| UUU  |      | Aérodrome Manumu              | Manumu, Papouasie-Nouvelle-Guinée |

## UV
| AITA | OACI | Aéroport                           | Lieu                             |
| ---- | ---- | ---------------------------------- | -------------------------------- |
| UVA  | KUVA | Garner Field (en)                  | Uvalde, Texas, États-Unis        |
| UVE  | NWWV | Aérodrome d'Ouvéa                  | Ouvéa, France                    |
| UVF  | TLPL | Aéroport international d'Hewanorra | Vieux Fort, Sainte-Lucie         |
| UVI  | SSUV | Aérodrome d'União da Vitória (en)  | União da Vitória, Paraná, Brésil |
| UVL  | HEKG | Aérodrome d'Al-Kharga (en)         | Al-Kharga, Égypte                |
| UVO  |      | Aérodrome d'Uvol                   | Uvol, Papouasie-Nouvelle-Guinée  |

## UW
| AITA | OACI | Aéroport          | Lieu                            |
| ---- | ---- | ----------------- | ------------------------------- |
| UWA  |      | Aérodrome de Ware | Ware, Massachusetts, États-Unis |

## UX
| AITA | OACI | Aéroport | Lieu |
| ---- | ---- | -------- | ---- |

## UY
| AITA | OACI | Aéroport                      | Lieu           |
| ---- | ---- | ----------------------------- | -------------- |
| UYL  | HSNN | Aéroport de Nyala (en)        | Nyala, Soudan  |
| UYN  | ZLYL | Aéroport de Yulin Yuyang (en) | Yulin, Chine   |
| UYU  | SLUY | Aéroport Joya Andina          | Uyuni, Bolivie |

## UZ
| AITA | OACI | Aéroport                        | Lieu                      |
| ---- | ---- | ------------------------------- | ------------------------- |
| UZC  | LYUE | Aéroport d'Užice-Ponikve        | Užice, Serbie             |
| UZM  |      | Aérodrome d'Hope Bayg (en)      | Hope Bay, Nunavut, Canada |
| UZR  | UASU | Aérodrome d'Ourdchar            | Ourdchar, Kazakhstan      |
| UZU  | SATU | Aérodrome de Curuzú Cuatiá (en) | Curuzú Cuatiá, Argentine  |